# Абомей
Абоме́й (Абоме, Абомэ, фр. Abomey, на языке фон — «внутри стен») — город в Бенине, административный центр департамента Зу.
Город основан в середине XVII века, был столицей государства Дагомея (Дагоме) в 1625—1894 годах. В 1892 году был разрушен и сожжён французами, затем восстановлен.

## Описание
Расположен в юго-западной части страны, на высоте 221 м над уровнем моря. Население по оценкам на 2012 год составляет 90 195 человек; по данным переписи 2002 года оно насчитывало 77 997 человек.

### Культура
Сохранились фрагменты королевского дворцового комплекса, который представляет собой исторический памятник и включает 12 дворцов с парадными залами, гробницами, святилищами. Данный комплекс внесён в список объектов Всемирного наследия ЮНЕСКО в 1985 году. Исторический музей с обширной экспозицией, демонстрирующей культовые предметы религии вуду, инкрустированные черепа, предметы периода португальской колонизации и традиционные жилища местных народов

### Экономика
Торговый (арахис, ядра пальмовых орехов, пальмовое масло, хлопок, табак) и транспортный центр (станция на железной дороге Котону — Параку, узел автодорог, аэропорт). Народные промыслы (ювелирное и гончарное ремёсла, чеканка по меди, резьба). Предприятия пищевой промышленности (производство пива, прохладительных напитков).

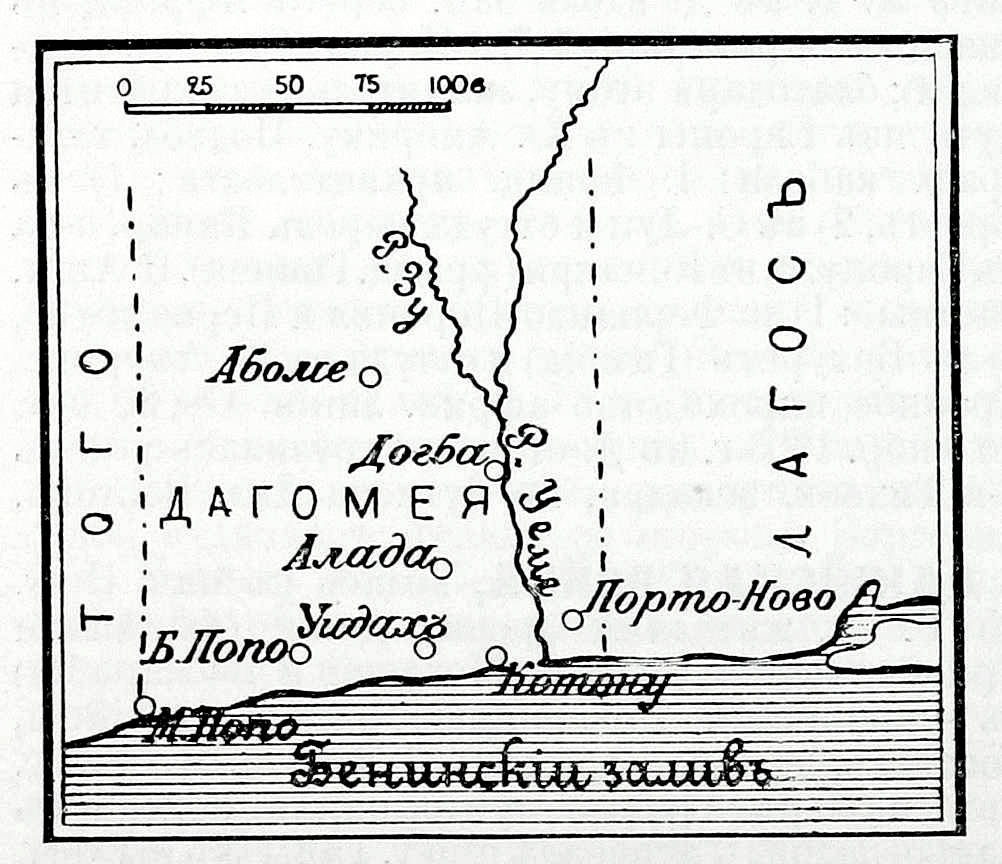
Абомей на схеме к статье «Дагомейская экспедиция». Военная энциклопедия Сытина, Санкт-Петербург, 1911—1915 годов
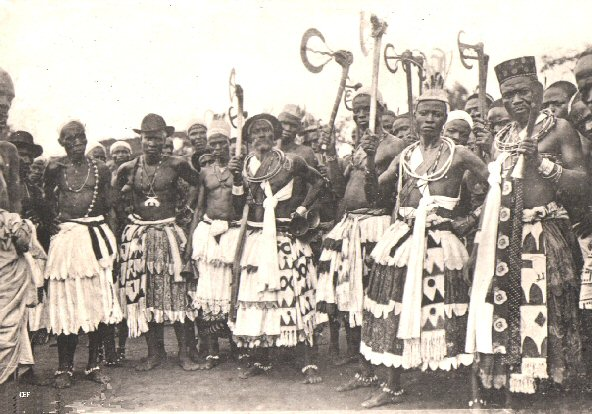
1908 год. Абомей. Жрецы-врачеватели
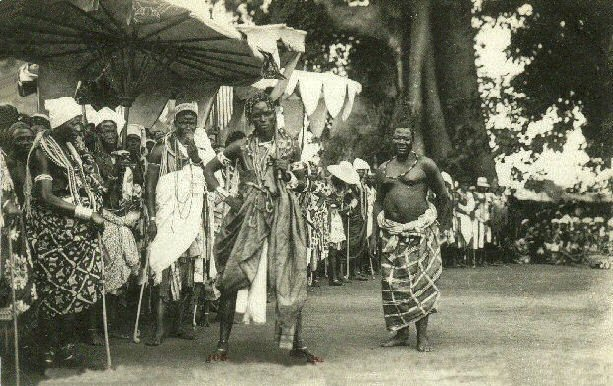
1908 год. Танец слуг Фона (Правителя) Абомея
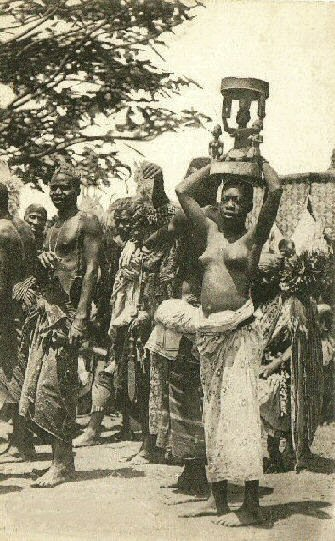
1908 год. Молодая девушка с деревянной статуей божества на голове